# Detroit (Michigan)
Detroit is de grootste stad in de Amerikaanse staat Michigan, en qua inwonertal de 18e stad van de Verenigde Staten. Het is niet de hoofdstad van Michigan, dat is Lansing. De stad bevindt zich in Wayne County, aan de oevers van de rivier de Detroit tussen het Eriemeer en Saint Clairmeer, tegenover de stad Windsor in Canada. De stad had 639.211 inwoners bij de volkstelling  in het jaar 2020, terwijl de agglomeratie Detroit 3.776.890 inwoners telde, op de 12e plaats in de Verenigde Staten.
Detroit is vernoemd naar de rivier Detroit. De naam Detroit is afkomstig van het Franse Détroit, ofwel zeestraat.
De stad maakt deel uit van de Rust Belt, het voormalige industriële hart van de Verenigde Staten. Ook was Detroit de bakermat van de "Motown"-muziek, genoemd naar het gelijknamige platenlabel, en van techno. "Motown" (een porte-manteau van de woorden "motor" en "town") is ook een bijnaam van de stad, evenals D-town.

## Geschiedenis
De stad is in 1701 gesticht als Fort Ponchartrain du Détroit door de Fransman Antoine de Lamothe-Cadillac. De Franse kolonie Nieuw-Frankrijk strekte zich uit over een groot deel van Noord-Amerika: van New Orleans aan de Golf van Mexico tot Quebec in het Noorden.
In maart 1805 werd het stadje de bestuurlijke hoofdstad van het Michigan Territory, maar al op 15 juni van dat jaar brak een stadsbrand uit. Een brandweer was er niet, en de inwoners vormden een menselijke keten waarin vanaf de rivier emmers water werden doorgegeven. De circa 600 houten huizen brandden af; alleen een paar stenen gebouwen bleven gespaard.
Detroit is vooral bekend omdat de grote drie Amerikaanse automerken er hun hoofdkwartier hebben: Ford, General Motors en Chrysler. In de eerste helft van de vorige eeuw waren er echter honderden autofabrikanten. Hieraan ontleende de stad een van haar bijnamen, 'Motor City'.
In 1967 vonden in de stad bloedige rassenrellen plaats. De stad was een bakermat van de Afro-Amerikaanse burgerrechtenbeweging.
De auto-industrie verplaatste weliswaar steeds meer productie naar lagelonenlanden, maar de riante pensioen- en ziektekosten voor ex-medewerkers kostten de bedrijven veel geld. De kredietcrisis en de plotseling sterk stijgende olieprijs leidden vanaf 2007 tot een dalende vraag naar typische Amerikaanse auto's zoals de SUV. De daaropvolgende massa-ontslagen hadden dalende huizenprijzen en een verdere leegloop van de stad tot gevolg. Detroit kenmerkt zich door relatief veel armoede en misdaad.
Detroit bevindt zich financieel in zo'n diep dal, dat in juli 2013 het faillissement moest worden aangevraagd. Bij een Amerikaanse stad van deze omvang is zo'n groot tekort nooit eerder voorgekomen. Over de juridische juistheid van de faillissementsaanvraag en de consequenties voor de rechten van de gemeentelijke ambtenaren loopt nog een dispuut.

## Demografie
Van de bevolking is 10,4 % ouder dan 65 jaar en bestaat voor 29,7 % uit eenpersoonshuishoudens. De werkloosheid bedroeg ooit 6,6 % (cijfers volkstelling 2000), maar is vanaf 2008 sterk opgelopen als gevolg van de kredietcrisis.
77,7% van de bevolking was ten tijde van de census van 2020 van Afrikaanse afkomst, 10,7% was blank, en de rest van de bevolking bestond in 2020 uit Hispanics, Aziaten en overige oorsprong.
Het aantal inwoners was op zijn hoogtepunt in 1950, toen er 1.850.000 mensen woonden. Sindsdien is het inwonertal gestaag gedaald naar minder dan de helft nu. In 2008 woonden er naar schatting nog ruim 900.000 mensen en in 2020 is dit aantal met bijna 30% teruggelopen tot 639.211 mensen, het laagste aantal sinds 1910.

## Klimaat
Detroit kent een landklimaat met koude winters en warme zomers. In januari is de gemiddelde temperatuur -4,1 °C, in juli is dat 23,4 °C. Jaarlijks valt er gemiddeld 815,1 mm neerslag waarvan een aanzienlijk deel in de vorm van sneeuw. (gegevens op basis van de meetperiode 1961–1990).

## Toerisme
De meest vooraanstaande musea van Detroit bevinden zich in het historische culturele centrum, de buurt rond Wayne State University en het College for Creative Studies. Deze musea zijn: het Detroit Institute of Arts, het Detroit Historical Museum, het Charles H. Wright Museum of African American History, het Detroit Science Centre, alsook de belangrijkste afdeling van de publieke bibliotheek van Detroit. Andere culturele instellingen zijn: het Motown Historical Museum, de Pewabic Pottery studio en school, Fort Wayne, het Dossin Great Lakes Museum, het Museum of Contemporary Art Detroit (MOCAD), het Contemporary Art Institute of Detroit (CAID) en het Belle Isle Conservatory.
Albert Kahn (1869-1942) wordt de "architect van Detroit" genoemd als de ontwerper van bijna 900 gebouwen in deze Amerikaanse stad. Vijf daarvan, het Fisher Building, het Ford River Rouge-complex, het Edsel en Eleanor Ford House, het General Motors Building en de Highland Park Ford Plant, zijn aangewezen als National Historic Landmark en staan in Detroit of in de nabije omgeving.

## Muziek
Detroit speelde een belangrijke rol in de ontwikkelingen van muziek. In 1959 werd in Detroit het Motown platenlabel opgericht. Dit label speelde een belangrijke rol in de opkomst van soul. In de jaren zestig wist het label meerdere inwoners van Detroit wereldberoemd te maken zoals Diana Ross, Four Tops en The Temptations. Ook andere grote namen als Michael Jackson, Stevie Wonder en Lionel Richie brachten muziek uit op Motown.
In de jaren tachtig werd Detroit ook onderdeel van een nieuwe muzikale beweging. Door Kevin Saunderson, Derrick May en Juan Atkins werd de basis gelegd voor de techno. Het drietal kreeg behoorlijk wat navolging met producers als Carl Craig, Jeff Mills en de net over de grens wonende Richie Hawtin. De muziek wist vooral in Europa succesvol te worden. In de jaren negentig volgde een tweede golf met het militante collectief Underground Resistance en de aanverwante acts Drexciya en Ultradyne. Ook houseproducer Moodymann komt uit de beweging voort. Tevens is Detroit de thuisstad van rapper Eminem.

## Sport
Detroit heeft 4 professionele sportclubs. Te weten Detroit Lions (American football), Detroit Red Wings (ijshockey), Detroit Tigers (honkbal) en Detroit Pistons (basketbal).
In Detroit stond het voormalige stadion van de Detroit Lions, Silverdome. Hier werd in 1982 de Super Bowl gespeeld. In 1994 was Detroit met dit stadion speelstad voor het Wereldkampioenschap voetbal.
Tussen 1982 en 1988 stond het Stratencircuit Detroit op de Formule 1-kalender, als Grand Prix van de Verenigde Staten Oost.

## Verkeer
Detroit heeft een metrosysteem dat bekendstaat als de Detroit People Mover.
Detroit Metropolitan Wayne County Airport is het internationale vliegveld bij de stad en ligt in de voorstad Romulus. Het is het grootste vliegveld in de staat Michigan.

## Kranten in Detroit
- Detroit Free Press
- Detroit News
- The Metro Times
- The Michigan Citizen
- De Nederlandstalige Gazette van Detroit

## Stedenbanden
- Dubai (Verenigde Arabische Emiraten)
- Kitwe (Zambia)
- Minsk (Wit-Rusland)
- Nassau (Bahama's)
- Toyota (Japan)
- Turijn (Italië)
- Windsor (Canada)

## Galerij

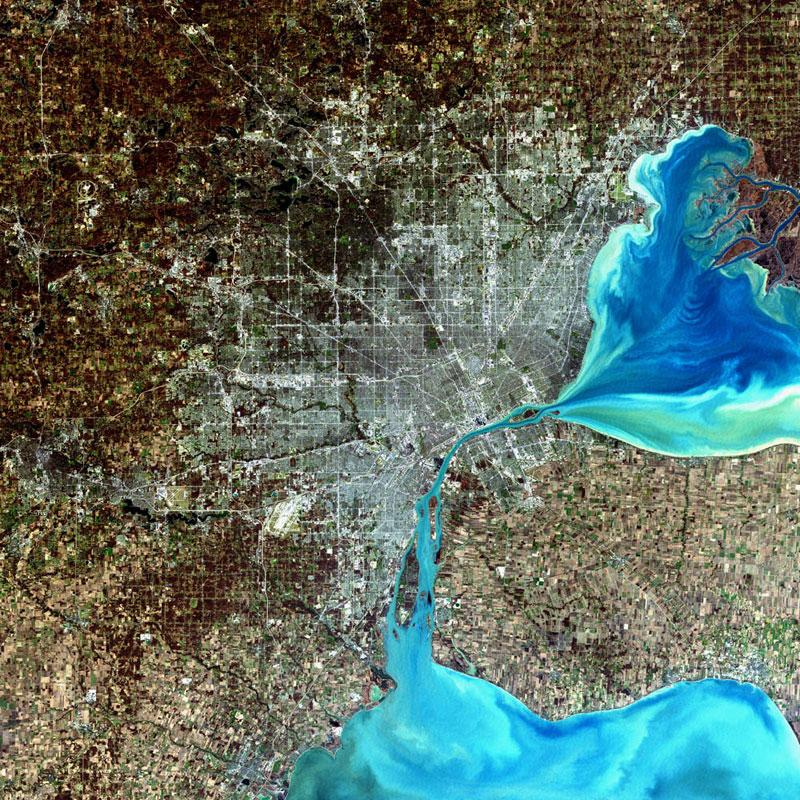
Een beeld in valse kleuren, genomen vanaf NASA's Landsat 7 satelliet
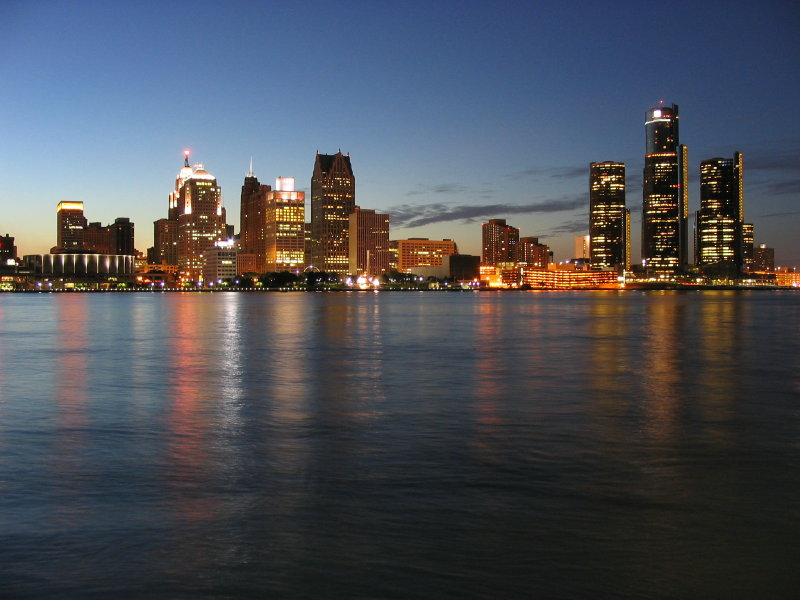
Skyline van Detroit
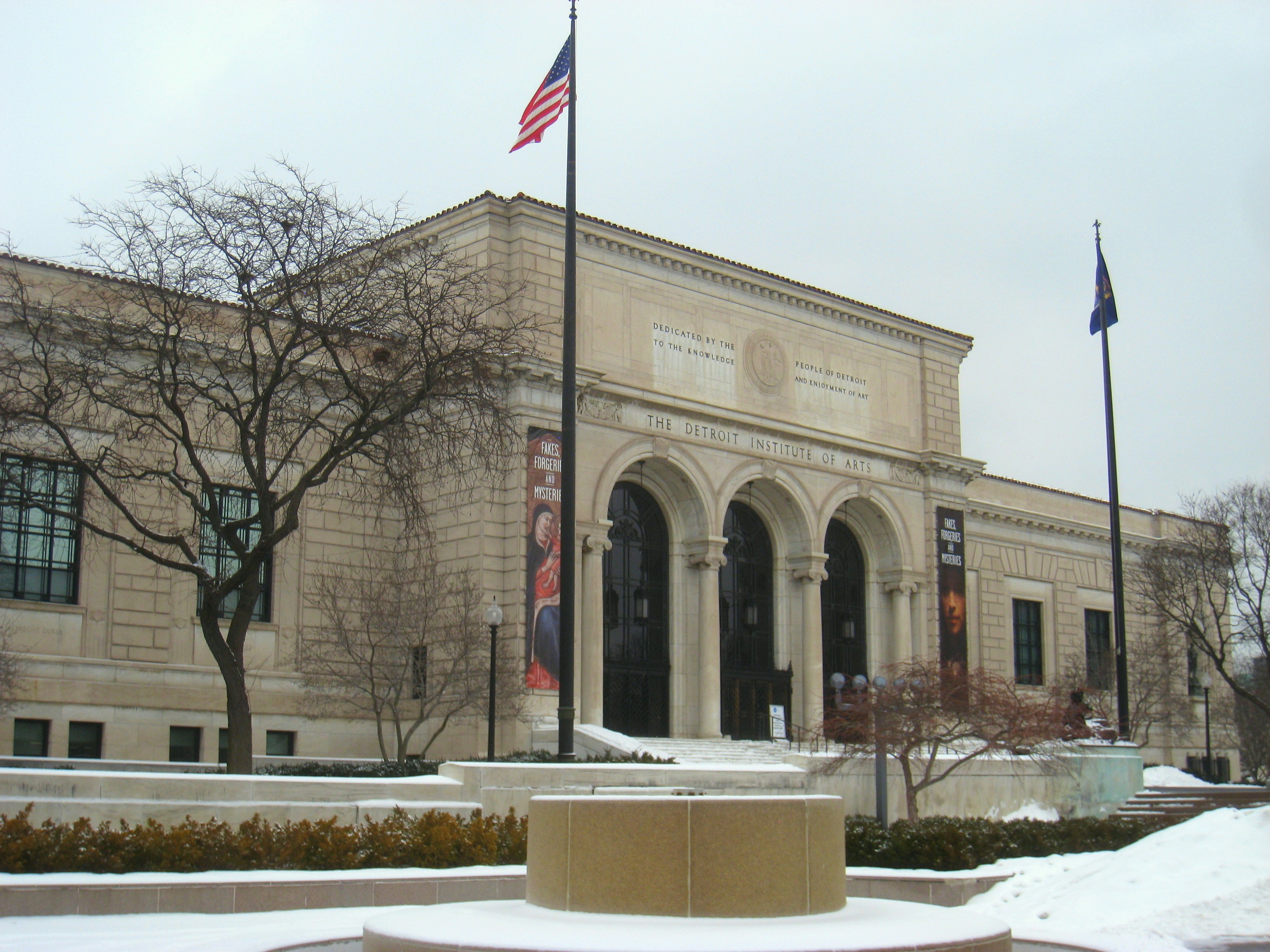
Detroit Institute of Arts
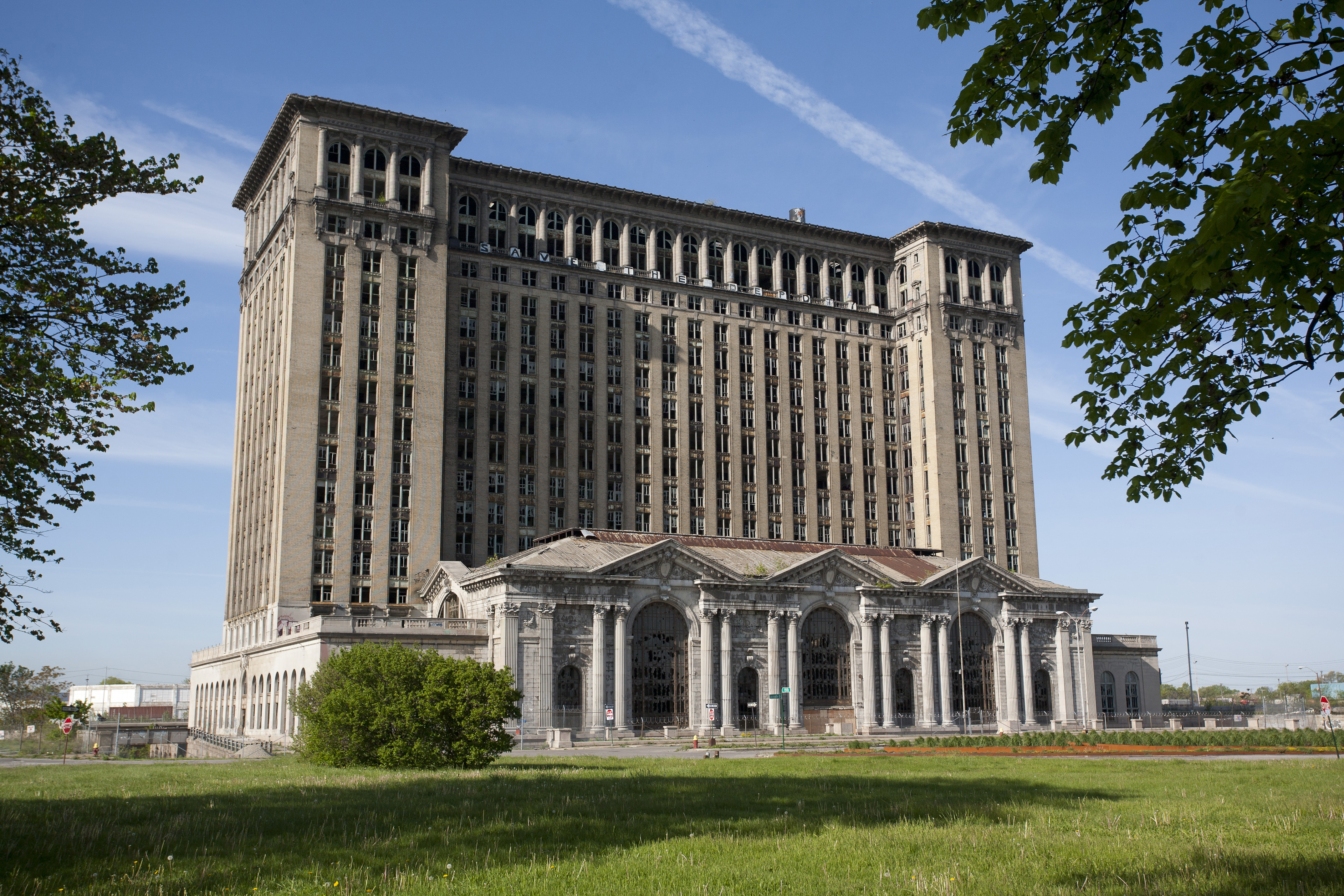
Het vervallen Michigan Central Station
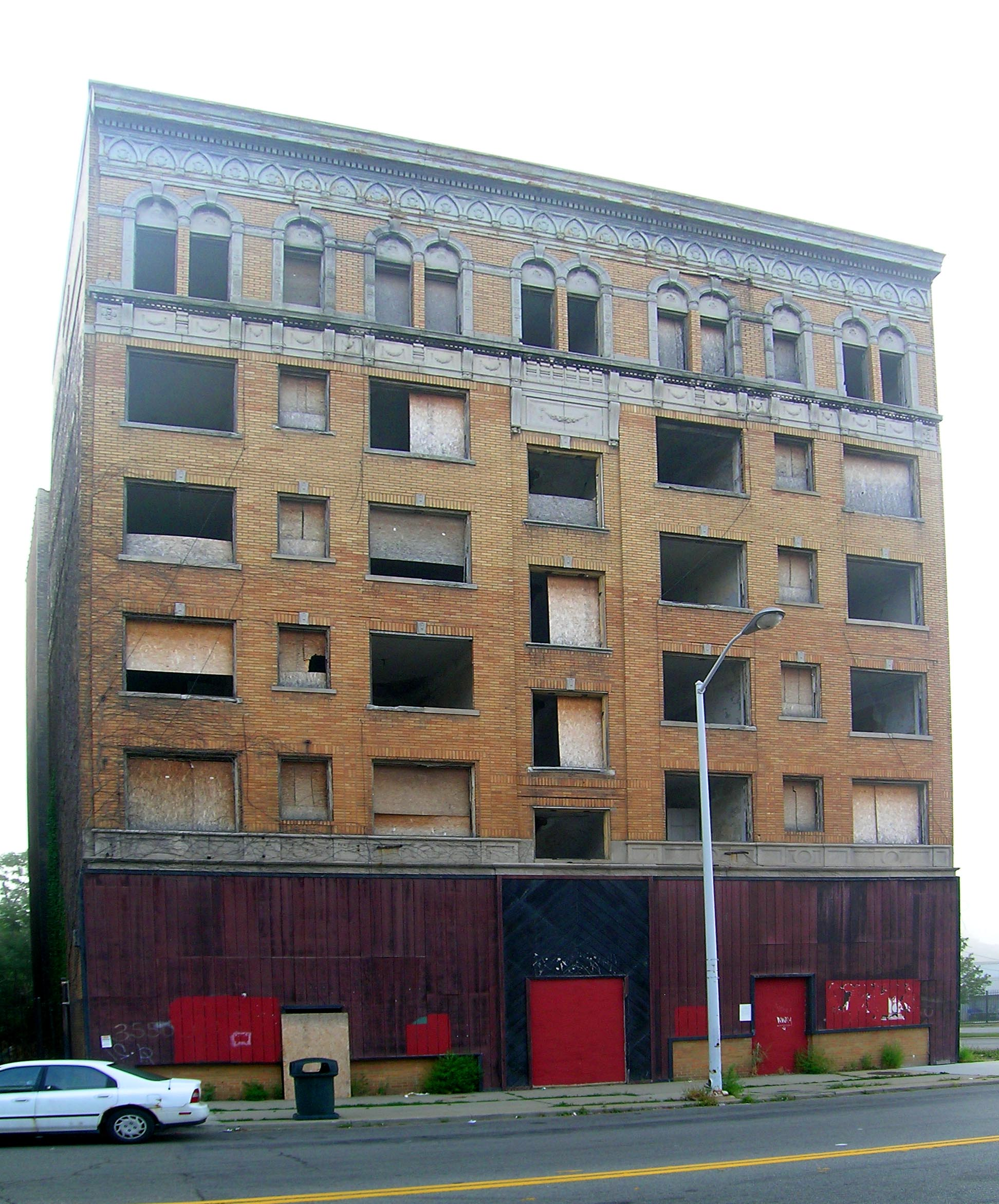
Door de bevolkingsafname staan veel panden in Detroit leeg